# Lauren Bittner
Lauren Bittner (New York, 22 luglio 1980) è un'attrice statunitense, che lavora in campo cinematografico.

## Biografia
Nata a New York, è nota per il ruolo di Julie in Paranormal Activity 3.

## Filmografia

### Cinema
- Ricomincio da me (The Thing About My Folks), regia di Raymond De Felitta (2005)
- Flannel Pajamas, regia di Jeff Lipsky (2006)
- Gardener of Eden - Il giustiziere senza legge (Gardener of Eden), regia di Kevin Connolly (2007)
- Bride Wars - La mia migliore nemica (Bride Wars), regia di Gary Winick (2009)
- Once More with Feeling, regia di Jeff Lipsky (2009)
- The Mighty Macs, regia di Tim Chambers (2009)
- Subject: I Love You, regia di Francis dela Torre (2011)
- Paranormal Activity 3, regia di Henry Joost e Ariel Schulman (2011)

### Televisione
- Squadra emergenza (Third Watch) - serie TV, 1 episodio 5x18 (2004)
- Nobody's Watching - film TV (2006)
- Law & Order: Criminal Intent - serie TV, episodio 5x14 (2006)
- Love Bites - serie TV (2006)
- The Black Donnellys - serie TV, episodi 1x01-1x06 (2007)
- Spellbound - film TV (2007)
- Blue Bloods - serie TV, episodio 3x05 (2012)
- Hart of Dixie - serie TV, 13 episodi (2013-2014)
- Beauty and the Beast - serie TV, episodio 4x04 (2016)

## Doppiatrici italiane
Nelle versioni in italiano delle opere in cui ha recitato, Lauren Bittner è stata doppiata da:
- Angela Brusa in Law & Order: Criminal Intent
- Rossella Acerbo in Hart of Dixie
- Gaia Bolognesi in Blue Bloods